# Georges Paléologue Cantacuzène
Georges Paléologue Cantacuzène (grec Γεώργιος Παλαιολόγος Καντακουζηνός), (né vers 1390-1456) est un aristocrate et aventurier byzantin, membre de la famille Cantacuzène. Il est aussi connu sous le surnom turc Sachatai, qu'il reçut alors qu'il servait le despote Constantin XI Paléologue au début de sa carrière militaire.

## Biographie
Georges Paléologue Cantacuzène était le fils de Démétrios Paléologue Cantacuzène. Il avait pour frères et sœurs Andronic Paléologue Cantacuzène, Thomas Cantacuzène, la Despote de Serbie Irène Cantacuzène, l’impératrice de Trébizonde Hélène, et l’épouse du roi Georges VIII de Géorgie. Il était aussi un cousin des deux derniers empereurs byzantins, Jean VIII Paléologue et Constantin XI Paléologue.
Il passa sa jeunesse dans la capitale byzantine, Constantinople, où il fut l’élève de Jean Chortasménos. Plus tard, il se rendit dans le Despotat de Morée, où sa présence est attestée dans des documents de Dubrovnik écrits en 1431. Il s’intéressait aux études et entretint une bibliothèque à Kalavryta, où Cyriaque d’Ancône lui rendit visite en 1436,.
Quand le Despote Constantin (le futur Constantin XI) partit pour Constantinople en septembre 1437 pour gouverner la cité pendant l’absence de son frère Jean VIII Paléologue, Georges quitta lui aussi la Grèce. Il rendit visite à sa sœur Hélène à Trébizonde, puis à son autre sœur Irène en Serbie, où il décida de s’installer. Il aida à la construction et à la défense du Château de Smederevo que sa sœur et son beau-frère Đurađ Branković commencèrent en 1430 ; il commanda pendant un temps la garnison de cette forteresse. Une note datée du 31 mai 1454 dans un manuscrit de Procope de Césarée (Cod. Palatin. gr. 278) indique qu’elle appartenait à Georges Cantacuzène alors qu’il vivait à Smederevo.
Son arrirèe-petit-fils, l’historien Théodore Spandounès, rapporte que Georges mena la défense de Smederevo contre les attaques des Hongrois en 1456, refusant de rendre la forteresse même après que les attaquant eurent fait défiler sous fils prisonnier, Théodore, sous les murs. L’historien Donald MacGillivray Nicol, qui a étudié la famille Cantacuzène, pense que Georges n’était présent quand les Turcs menés par Mourad II capturèrent la forteresse pour la première fois en 1439, date à laquelle c’était son frère Thomas qui défendait Smederevo, ni lors du siège et de la capture finale par Mehmed II, le 20 juin 1459.
Nicol estime que Georges mourut entre 1456 et 1459, et que ce Georges Cantacuzène n’est pas la même personne que "Georges Paléologue" qui, selon Georges Sphrantzès, fut mêlé au conflit entre les Despotes Démétrios et Thomas Paléologue en Morée en 1459.

## Famille
Hugues Busac, qui a compilé la généalogie de son épouse Carole Cantacuzène de Flory, décrit Georges Paléologue Cantacuzène comme étant son grand-père et le frère du grand domestique Andronic Paléologue Cantacuzène. Spandounès prétend qu’il était son grand-père maternel et le décrit ailleurs comme étant le petit-fils de l’empereur Jean VI Cantacuzène. Nicol pense que Spandounès fait erreur, et que l’Empereur Jean VI était son arrière-grand-père et Mathieu Cantacuzène son grand-père. Nicol suppose en outre que son père était Démétrios Cantacuzène.
Bien que le nom de son épouse soit inconnu, Hugues Busac lui donne neuf enfants, quatre fils et cinq filles. Selon Nicol, ce sont :
- Théodore Cantacuzène (mort vers 1459)
- Manuel Cantacuzène (floruit 1450–1470)
- Thomas Cantacuzène (floruit 1460), connu uniquement par la généalogie de Busac[8].
- Démétrios Cantacuzène, dont on ne sait rien de certain[9].
- Une fille dont on ignore le nom, qui épousa Georges Raoul; Raoul fut émissaire pour le Despote de Morée Thomas Paléologue en juillet 1460[10]
- Une autre fille dont on ignore le nom, qui épousa Nicolas Paléologue[11].
- Zoé Cantacuzène de Flory, qui épousa Jacques II de Flory, comte de Jaffa; ils furent les parents de l’épouse d’Hugues Busac, Carole[12].
- Anne Cantacuzène, qui épousa Vladislav Hercegović
- Une autre fille dont on ignore le nom, que Nicol suppose être la mère d’Eudoxie Cantacuzène, mère de Théodore Spandounès[13].